# Formabilité
La formabilité est la capacité d'une pièce métallique donnée à subir une déformation plastique sans être endommagée. Cependant, la capacité de déformation plastique des matériaux métalliques est limitée dans une certaine mesure, auquel cas le matériau peut subir des déchirures ou des ruptures.
Les processus affectés par la formabilité d'un matériau comprennent : l'extrusion, le forgeage, le roulage, l'estampage et l'hydroformage.